# Dystra stunder
Dystra stunder (engelska: Bleak moments) 1971 är en brittisk dramafilm från 1971 i regi av Mike Leigh. Den bygger på Leighs teaterpjäs med samma namn. Liksom i hans övriga pjäser och filmer improviserades handlingen fram av skådespelarna i samarbete med Leigh under repetitionerna för pjäsen. Filmen är även känd som Loving moments. Det var Leighs första film.

## Handling
Filmen handlar om Sylvia (Annie Raitt), en sekreterare som bor med sin förståndshandikappade syster Hilda (Sarah Stephenson), och emellanåt träffar läraren Peter (Eric Allan). Sylvia har ett tråkigt och enahanda arbete och verkar inte träffa fler människor än sin syster, arbetskamraten Pat (Joolia Cappleman) och Peter. Den unge musikern Norman (Mike Bradwell) och hans vänner hyr Sylvias oanvända garage för att använda som tryckerilokal för sin alternativa tidning. I Sylvias och Hildas möte med Norman verkar någon sorts gemenskap uppstå, men i förlängningen blir inget av den. Sylvias träffar med Peter blir pinsamma och frustrerande. Det centrala i filmen är Sylvias ensamhet, frustration över att sexuella möjligheter inte förverkligas och att den intellektuella kapacitet man anar hos henne inte får komma till sin rätt. Filmen gör alltså skäl för sin titel, men innehåller också komiska, varma och vackra ögonblick. 

## Kritik
Dystra stunder fick genomgående mycket bra kritik när den kom, både i Storbritannien och i USA. Den amerikanske filmkritikern Roger Ebert kallade filmen ett mästerverk. 

## Priser
Filmen belönades med Guldleoparden vid Filmfestivalen i Locarno 1972 och Guldhugo vid Filmfestivalen i Chicago samma år. 